# Кахавати, Джессика
Джессика Кахавати (англ. Jessica Michelle Kahawaty, родилась 12 сентября 1988 в Сиднее) — австралийская модель и телеведущая ливанского происхождения.  Победительница конкурса красоты Мисс Мира Австралия 2012, вторая вице-Мисс Мира 2012.

## Карьера
После победы в конкурсе Мисс Мира Австралия участвовала в Мисс Мира 2012 в Ордосе, Внутренняя Монголия, Китай. Также она принимала участие в Мисс Ливан 2010, где, несмотря на высшие баллы девяти членов жюри, заняла только четвертое место. Она стала первой по итогам дефиле в купальниках и вечерних платьев, а в конкурсе вопросов уступила победительнице всего 0.006 балла. Обладательницей титула стала Рахаф Абдалла. До этого Джессика представляла Ливан на конкурсе Мисс Интернешнл 2008 в Макао, где вошла в состав 12 полуфиналисток.
Впервые стала победительницей конкурса красоты в 2007 году в Сиднее, став Мисс Ливан Австралия, и стала первой девушкой, завоевавшей этот титул, которая выиграла Мисс Ливан. За победу боролась 31 представительница разных стран, имеющие ливанские корни. 
Джессика получила двойное образование — бакалавра юриспруденции и бизнеса и магистра финансов.
Снималась в рекламе для многих известных брендов — Maybelline (Индия), Lexus (Австралия). Также принимала участие в модных показах и фотосессиях для Cavalli, Peter Morrissey, Wayne Cooper, George Gross, Harry WHO, Swarovski, Akira, Jimmy Choo, Tali Jatali, Von Dutch и Aqua Blu Swimwear.
С 17 сентября 2016 года — ведущая Проекта Подиум: Ближний Восток.